# 태안군의 국회의원

## 행정구역 변천
- 1989년 1월 1일 서산군 태안읍·안면읍·고남면·남면·근흥면·소원면·원북면·이원면에 충청남도 태안군 설치

## 태안군의 역대 국회의원 일람
| 대수   | 이름           | 소속정당     | 임기                              | 선거구역                  |
| ------ | -------------- | ------------ | --------------------------------- | ------------------------- |
| 제14대 | 한영수(韓英洙) | 민주당       | 1992년 5월 30일 - 1996년 5월 29일 | 서산시·서산군·태안군 일원 |
| 제15대 | 변웅전(邊雄田) | 자유민주연합 | 1996년 5월 30일 - 2000년 5월 29일 | 서산시·태안군 일원        |
| 제16대 | 문석호(文錫鎬) | 새천년민주당 | 2000년 5월 30일 - 2004년 5월 29일 | 서산시·태안군 일원        |
| 제17대 | 문석호(文錫鎬) | 열린우리당   | 2004년 5월 30일 - 2008년 5월 29일 | 서산시·태안군 일원        |
| 제18대 | 변웅전(邊雄田) | 자유선진당   | 2008년 5월 30일 - 2012년 5월 29일 | 서산시·태안군 일원        |
| 제19대 | 성완종(成完鍾) | 자유선진당   | 당선 무효                         | 서산시·태안군 일원        |
| 제19대 | 김제식(金濟植) | 새누리당     | 2014년 7월 31일 - 2016년 5월 29일 | 서산시·태안군 일원        |
| 제20대 | 성일종(成一鍾) | 새누리당     | 2016년 5월 30일 - 2020년 5월 29일 | 서산시·태안군 일원        |
| 제21대 | 성일종(成一鍾) | 미래통합당   | 2020년 5월 30일 ~                 | 서산시·태안군 일원        |
| 제22대 | 성일종(成一鍾) | 국민의힘     | 2024년 5월 30일 ~                 | 서산시·태안군 일원        |

## 같이 보기
- 서산시의 국회의원
- 당진시의 국회의원
- 서산시·서산군·태안군
- 서산시·태안군